# Траутдейл (град, Орегон)
Траутдейл (на английски: Troutdale) е град в окръг Мълтнома, щата Орегон, САЩ. Траутдейл е с население от 15465 жители (2008) и обща площ от 12,9 km². Намира се на 35 m надморска височина. ЗИП кодът му е 97060, а телефонният му код е 503.